# Danièle Guinot
Pour les articles homonymes, voir Guinot.
Danièle Guinot est une biologiste française, professeure émérite au Muséum national d'histoire naturelle en France, connue pour ses recherches sur les crabes.

## Biographie
Née en 1933 dans l'Est de la France, Danièle Guinot a étudié la zoologie à l'Université de Montpellier puis à La Sorbonne jusqu'en 1955. Elle a ensuite rejoint le Muséum National d'Histoire Naturelle comme assistante de recherche où elle a poursuivi toute sa carrière. Elle a obtenu un doctorat de l'Université Pierre et Marie Curie en 1977.

## Recherche
Guinot a réalisé plusieurs études sur les crabes des milieux extrêmes, tels que la zone byathale du bassin Indo-Pacifique, les sources hydrothermales et des cavernes de Papouasie-Nouvelle-Guinée. Sa thèse de doctorat a proposé un nouveau système de classification des crabes en fonction de la position de leurs organes reproducteurs. Dans des études postérieures, elle s'est particulièrement intéressée au comportement des crabes, notamment la stridulation, les déplacements, et le camouflage. Au cours de sa carrière, elle a décrit 10 nouvelles familles de crabes, 47 nouveaux genres, et 163 nouvelles espèces.
Guinot a également étudié l'histoire des crabes et de leurs interactions avec les humains dont les techniques de pêche, les usages médicinaux de certaines espèces ou leur représentation artistique. Elle s'est aussi intéressée aux fossiles de crabes du Crétacé.

## Les distinctions et les honneurs
En 2008, Guinot a reçu le prix d'excellence pour ses recherches de la part de la "Crustacean Society".
Plus de 30 genres et espèces ont été nommées en l'honneur de Guinot. En 2010, un volume hommage sur les documents de recherches sur les crustacés lui est dédié, et l'espèce soldat Japonais Mictyris guinotae (récemment distinguées de l'espèce précédemment identifiée Mictyris brevidactylus) a été nommée d'après elle.